# 二砷化钨
二砷化钨是一种钨的砷化物，化学式 WAs2。其它钨的砷化物包括三砷化钨 WAs3和三砷化二钨 W2As3。

## 制备
二砷化钨可以由钨和砷在600至1000 °C下直接反应而成。它也可以由砷或砷化氢和六氯化钨反应而成。

## 性质
二砷化钨是一种黑色固体。它是单斜晶系的，为二砷化钼 MoAs2结构。二砷化钨不溶于氢氟酸、盐酸和碱性水溶液。它会和浓硝酸和硫酸反应。在高温下，二砷化钨与空气反应，形成三氧化钨和三氧化二砷。